# Tlaquepaque
Tlaquepaque (storicamente chiamata San Pedro) è una città del Messico situata nello Stato del Jalisco.